# Journée mondiale sans sacs plastiques
La Journée mondiale sans sacs plastiques est célébrée chaque 3 juillet. C'est une initiative mondiale qui vise à sensibiliser le public à l'impact néfaste des sacs plastiques sur l'environnement, parmi d'autres produits courants, qui sont principalement fabriqués à partir de plastique dérivé du pétrole, et à encourager l'adoption de solutions durables. Ce matériau constitue une source majeure de pollution et représente un risque pour la biodiversité. En plus d'être très peu biodégradable, le sac en plastique se disperse très rapidement dans les mers et la nature.

## Historique
Cette journée a été instaurée en 2010 par l'organisme Bag Free World. En France, les efforts pour réduire l'utilisation des sacs plastiques sont en cours depuis plusieurs années. En 2014, la ministre de l'Écologie, Ségolène Royal annonce que les sacs en plastique doivent disparaître des caisses des supermarchés dès le 1er janvier 2016. Bien que cette initiative connaisse des retards, de nombreux commerces finissent par adopter cette mesure et incitent les consommateurs à modifier leurs habitudes.
En 2023, l'idée de réduire l'utilisation du plastique continue de prendre de l'ampleur en France. De nombreuses marques se reconvertissent pour des emballages en carton et en papier, tandis que certaines chaînes de fast-food annoncent l'abandon progressif du plastique et la réduction globale des déchets. La grande distribution évolue également en ne forçant plus les clients à accepter les suremballages, tout en tolérant les consommateurs qui apportent leurs propres emballages réutilisables. Ces progrès témoignent d'une prise de conscience croissante de la nécessité de protéger l'environnement.
En moyenne, un sac plastique est fabriqué en une seconde, est utilisé pendant 20 minutes et met plusieurs centaines d'années à se dégrader complètement. On estime aujourd'hui que plus de 500 milliards de sacs plastique ont été produits dans le monde et que plusieurs dizaines de milliards le sont encore chaque année.
Non recyclables, la plupart des sacs plastique finissent dans la nature, dans les océans en particulier. C'est ainsi que s'est formé le Vortex de déchets du Pacifique nord, appelé aussi « 8e continent », une gigantesque décharge de produits en plastique qui flottent dans le nord du Pacifique et qui s’étend sur une surface représentant trois fois celle de la France. De très nombreux animaux marins et des oiseaux se font piéger par ces débris plastiques composés en grande partie par du matériel de pêche (cordes et filets) et de bouteilles en plastique.
La slow fashion essaye de valoriser ces déchets avec les fibres recyclées. Les débris sont repêchés en mer puis transformés pour créer de nouveaux vêtements. C'est une façon de lutter contre la pollution des eaux et d’encourager une mode circulaire. Cela reste cependant insuffisant car le plastique est bien trop présent dans la vie quotidienne. Même si une partie du plastique est recyclée, c'est minime par rapport à la quantité présente dans la nature. De plus, en se dégradant, ces déchets en plastique libèrent de minuscules particules qui sont ingérées par les organismes vivants avant de finir dans nos assiettes. C'est la raison pour laquelle la Journée mondiale sans sacs plastiques a pour but de convaincre les consommateurs de bannir le plastique de leur quotidien, et plus particulièrement les sacs plastiques.

## Les solutions pour se passer des sacs en plastique
Légiférer est un bon moyen de lutter contre la dépendance au plastique. En France, les sacs en plastique à usage unique sont interdits en caisse depuis le 1er juillet 2016. D’autres pays dans le monde ont également instauré des lois pour interdire certains objets en plastique.
Il existe d'autres pistes pour réduire la consommation de sacs en plastique et lutter contre sa dangerosité pour les écosystèmes :
- Utiliser des sacs réutilisables en tissus ou des sacs à dos durables ;
- Utiliser des sacs biodégradables et compostables, comme les sacs en bioplastique ;
- Privilégier les magasins en vrac en apportant son propre contenant, idéalement en verre.
- Lors d’achats en ligne, privilégier les e-shops éthiques qui proposent des produits sans emballages plastiques.
- Acheter les aliments en plus grande quantité quand cela est possible pour limiter les emballages ;
- Éviter les aliments suremballés à des fins marketing.
- Utiliser sa propre tasse à café lors des déplacements pour éviter les gobelets en plastique ![2]

Cependant le plastique ne se limite pas uniquement aux sacs car celui-ci est partout dans la vie quotidienne. Pour limiter au maximum la consommation de plastique, il existe la règle du « moins mais mieux ». C'est méthode B.I.S.O.U consistant à se poser cinq questions avant d'acheter un produite plus souvent un vêtement, et faire un choix raisonné et écologique pour ne garder que l’essentiel. Ainsi, il ne s’agit plus de produire plus de déchets recyclables mais de produire globalement moins de déchets pour soulager les décharges.
Cette méthode B.I.S.O.U est simple à retenir. Chaque lettre de son nom symbolise ses cinq étapes : Besoin, Immédiateté, Semblable, Origine, et Utile. Si le vêtement convoité passe ces cinq étapes, l'achat est raisonnable et devient alors possible.

### La méthode B.I.S.O.U
- B comme besoin : il s'agit de savoir si c'est un achat d’impulsion ou un achat raisonné. Ai-je vraiment besoin de ce vêtement ? Quelles sont les raisons qui motivent l'achat ? L’envie d’acheter naît souvent du besoin de se sentir beau et stylé. On achète aussi parfois par ennui ou par envie de nouveauté. Ce ne sont pas de variables besoins.
- I comme immédiat : l'achat ne peut-il pas attendre ?  Ai-je immédiatement besoin de ce vêtement ?  La méthode B.I.S.O.U recommande de différer nos achats de 15 jours pour avoir le temps de faire le point sur nos envies et éviter l’achat compulsif.
- S comme semblable : Ai-je quelque chose de similaire dans ma penderie ? Si le nouveau vêtement fait penser à un vêtement que l'on a déjà, alors il faut passer son chemin ! Éviter les doublons permet d’alléger une garde-robe.
- O comme origine : d’où vient le produit ? Dans quelles conditions a-t-il fabriqué ? Quelles ressources ont été utilisées pour le produire ? Pour savoir si un produit est durable et écologique, il suffit parfois de regarder l’étiquette du vêtement ! Les matières écologiques, le 100% fabriqué en France, et les marques éco-responsables sont à privilégier.
- U comme utile : au final, que va apporter l'achat ? Peut-on s’en passer ? C’est la dernière question qu’il faut se poser avant d’acheter un vêtement. Il ne s’agit cependant pas de se refuser tous les plaisirs mais plutôt de redonner du sens à ses achats, de choisir le vêtement qui durera le plus longtemps, ou celui qui ne se démodera pas. Il faut donc privilégier les habits basiques et beaux, comme un t-shirt en coton bio, et de revenir aux choses essentielles.